# Затколени мишић
Затколени мишић је мишић ноге коју се користи за ослобађање колена приликом ходања, бочним ротирањем бутне кости на голењачи током затвореног ланчаног дела циклуса хода. У покретима отвореног ланца (када укључени екстремитет није у контакту са тлом), затколени мишић пут унутра ротира голењачу на бутној кости. Такође се користи када се седа и стоји. То је једини мишић у задњем (леђном) делу потколенице који делује само на колено, а не и на скочни зглоб.

## Галерија
- Animation
- Deep layer of muscles on the back of the right leg
- Muscles of deep posterior compartment of the right leg